# إنريكو توري
إنريكو توري (بالإيطالية: Enrico Torre)‏ هو عداء سريع إيطالي، ولد في 7 أكتوبر 1901 في باجني دي لوكا في إيطاليا، وتوفي في 1975 في إيطاليا.

## وصلات خارجية
- إنريكو توري على موقع أوليمبيديا (الإنجليزية)